# 押棋
押棋（Oshi）是Tyler Bielman在2006年推出的兩人棋類遊戲。

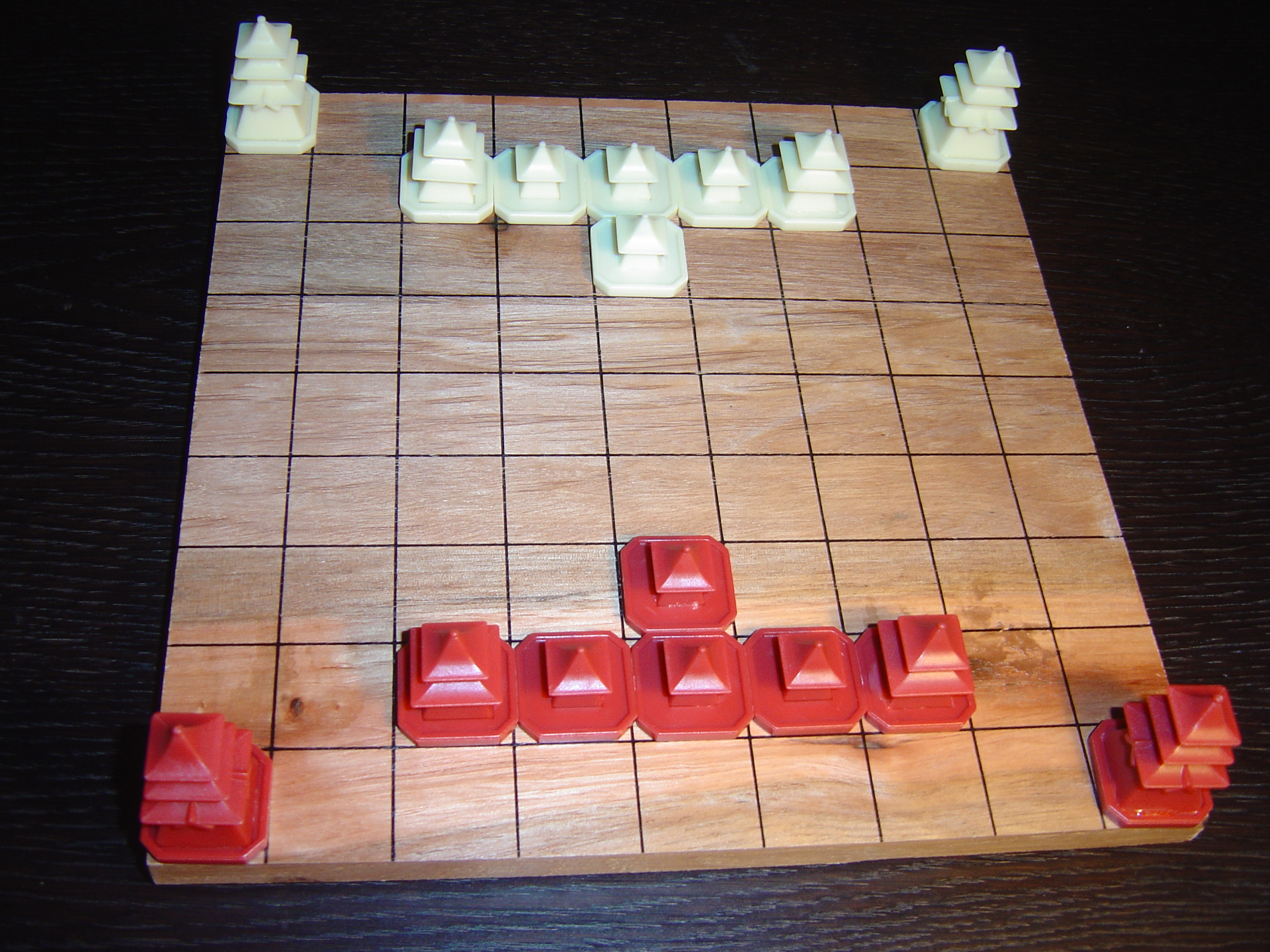
押棋初始佈置

## 棋具
- 9*9方格棋盤，共八十一個棋位。
- 棋子形狀如樓塔，以顏色區分敵我，每方有三層塔各兩枚、雙層塔各兩枚、一層塔各四枚。

## 棋規
- 初始佈置，一方三層塔放於A1、I1，雙層塔放於C2、G2，單層塔放於D2、E2、E3、F2；另一方三層塔放於A9、I9，雙層塔放於C8、G8，單層塔放於D8、E8、E7、F8。

- 每方輪流以縱或橫向移動一枚己棋至空格或至有棋處，不得越子，不得轉向。若至任何方棋處，則推動該棋以及其後連串的棋一同移動。最大移動格數與可同時被推的最大棋數為行動己棋的層數。若因此有棋被推到棋盤外則移除。
  - 不得恢復己方上回合的局面。
- 敵棋被移除的層數達七層時，己方獲勝。[2]

## 外部連結
- 遊戲介紹 （页面存档备份，存于）